# 채지혜
채지혜(1996년 ~ )는 대한민국의 가수다.

## 방송
- K팝 스타 5 (2015) - Top18(16위)

## 음반
- 요즘 나는 (2023)

## 피처링
- 댄싱플라워 <어수선하다> (2018)
- 민금용 <오늘따라> (2020)